# Selec
Selec (maďarsky Szelec, do roku 1899 Szelcz) je obec na Slovensku v okrese Trenčín. V roce 2015 zde žilo 1 005 obyvatel. První písemná zmínka o obci pochází z roku 1439. Nadmořská výška obce je 319 m n. m. V okolí obce se nacházejí prameny pitné vody, kterými se zásobuje město Trenčín.

## Poloha a charakteristika
Nachází se na konci doliny Seleckého potoka, který je levostranným přítokem Váhu. V katastrálním území obce Selec se nachází lokality chráněných území a objektů. Patří sem přírodní památky Selecké vyvěračky, Selecké kamenné moře, Selecký potok a vrcholový sutinový javorový a bukový smíšený les v přírodní rezervaci Považský Inovec – Žlápky a Hradisko.

### Geomorfologie
Z geomorfologického hlediska obec leží v Fatransko-tatranské oblasti, v severní části celku Považský Inovec v podcelku Inovecké předhůří v části Selecká kotlina.

## Dějiny
Během druhé světové války, 3. prosince 1944 do obce vpadly německé jednotky a zatkly 56 mužů z obce za pomoc partyzánům. 50 z nich bylo později odvlečeno do koncentračních táborů, 45 z nich zahynulo.